# Combretum sylvicola
Combretum sylvicola är en tvåhjärtbladig växtart som beskrevs av O.Maurin. Combretum sylvicola ingår i släktet Combretum och familjen Combretaceae. Inga underarter finns listade i Catalogue of Life.